# 黒博物館
『黒博物館』（くろはくぶつかん）は、藤田和日郎による短編または中編漫画のシリーズ。
『黒博物館スプリンガルド』（くろはくぶつかんスプリンガルド、英題名The Black Museum Springald）は、『モーニング』（講談社）に2007年23号から28号まで連載された。
また、上記作品の続編『黒博物館スプリンガルド異聞マザア・グウス』（くろはくぶつかんスプリンガルドいぶんマザア・グウス、英題名The Black Museum Springald）が『モーニング』2007年34号から3話掲載され、続いて『黒博物館ゴースト アンド レディ』（くろはくぶつかんゴーストアンドレディ、英題名The Black Museum Ghost & Lady）が2014年52号から2015年30号まで連載された。
2017年、同誌の創刊35周年を記念した読み切りシリーズ「CARNAVAL」の1作として、本シリーズの読み切り『黒博物館 キャンディ ケイン』を2018年2・3合併号に掲載。
さらに、第3部として『黒博物館 三日月よ、怪物と踊れ』（くろはくぶつかん みかづきよ、かいぶつとおどれ）が2022年15号から2023年42号まで連載された。舞踏設定協力と振付はTAKAHIROが担当している。
本記事では、その各々について記述する。
2024年に2作目『黒博物館ゴースト アンド レディ』を原作とした劇団四季による舞台化が発表され、5月から上演された。

## 概要
19世紀のイギリス帝国（大英帝国）を舞台に、ヴィクトリア朝の典雅で重厚な雰囲気の下、実在の人物や実際の事件といった史実を織り交ぜつつ、メカやアクションを描いたダーク・ファンタジー作品。デビュー以来、藤田は一貫して小学館の雑誌に作品を掲載しており、本作は藤田にとって初の講談社媒体への連載である。連載中、『モーニング』において仁賀克雄の『黒博物館館報――閲覧の手引き』が連載されていた。

## あらすじ
スプリンガルド
1837年、大英帝国の首都ロンドンに、女性ばかりを狙って悪戯をする犯罪者が現れた。脚に「バネ足」を仕込み高く跳び上がり、目と口を光らせ、奇怪な声で笑う怪人物は、イギリス国民から「バネ足ジャック」と呼ばれ恐れられた。しかし、1838年春、犯人は逮捕されることなくその姿を消した。それから3年後の1841年、「バネ足ジャック」は悪戯ばかりでなく女性を殺害する殺人鬼となって再び現れた。
マザア・グウス
『スプリンガルド』の十数年後、ヘンリーの屋敷に、ウォルターの姪ジュリエットが忍び込もうとし、ヘンリーの息子アーサーと出会う。彼女の目的は、自らを催眠術で辱めたウィリアム教授への仕返しの為、この屋敷に残されていた「バネ足ジャック」の遺物の入手だった。アーサーを巻き込んだジュリエットは教授の自宅に向かい…。
ゴースト アンド レディ
黒博物館に一人の老人が訪れる。彼の求める品は1856年、ドルーリー・レーン王立劇場に遺されていたという「＜灰色の服の男＞のかち合い弾」。その由来を語る代わりに頼みを一つ聞いてもらいたいという老人の言葉に学芸員が応えると、老人の体から＜灰色の服の男＞が現れる。そして彼はかつて出会っためんどくさい女、フロレンス・ナイチンゲールとの1852年からの物語を語り始めた。
三日月よ、怪物と踊れ
1842年、小説『フランケンシュタイン』の作者であるメアリー・シェリーは亡き夫の実家であるフィールド・プレイス屋敷で、近衛歩兵第一連隊のアレックス・ダンヴァーズ大尉によって一人の奇妙な女剣士と引き合わせられる。コサックの女暗殺団「7人の姉妹」からヴィクトリア女王の命を守るため、「姉妹」の一人の死体から蘇ったという＜怪物＞の女剣士に、4ヵ月後に開かれるプランタジネット舞踏会を護衛させようというのだ。息子・パーシーの学費のために＜怪物＞の教育係を引き受けたメアリーは、「エルシィ」と名付けた彼女とともに、奇想天外な体験をすることになる。

## 登場人物
学芸員（キュレーター）
主人公。ロンドン警視庁（スコットランドヤード）黒博物館学芸員。黒色のドレスを身に纏い、顔にかかった金髪により左目が隠れている。
本作は語り手の回想を学芸員に対し聞かせる形式を採っており、「スプリンガルド」「ゴースト アンド レディ」においては基本的に各話の冒頭は語り手と彼女の寸劇から始まる。

### スプリンガルド

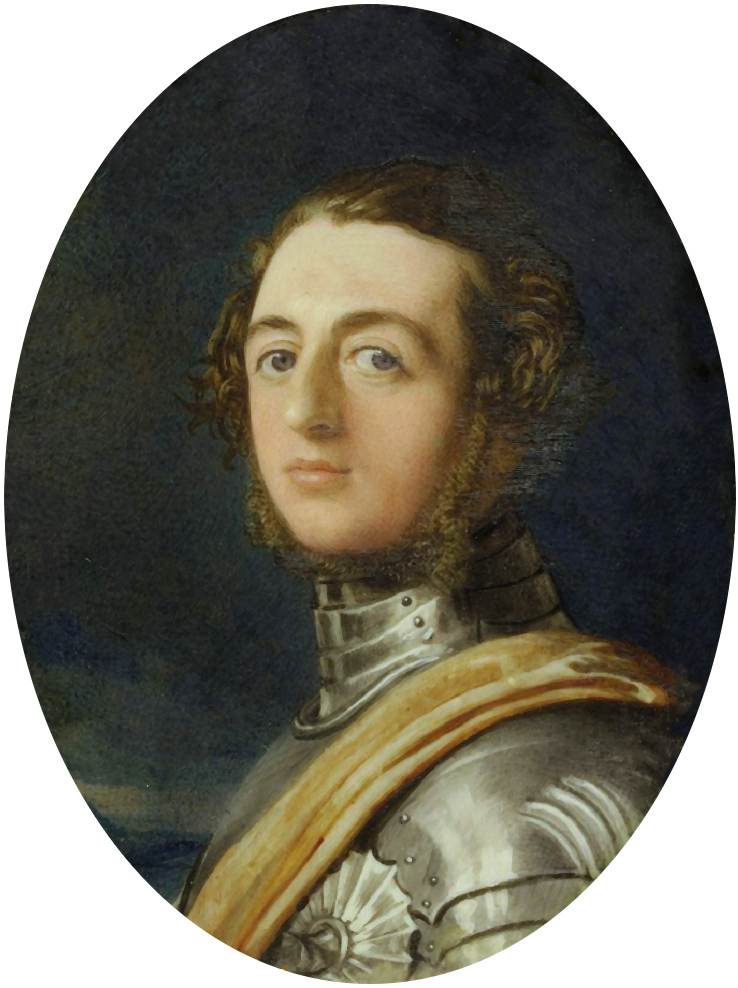
仁賀克雄により「ウォルター・デ・ラ・ボア・ストレイド」のモデルと指摘されたウォーターフォード侯爵ヘンリー・デ・ラ・ボア・ベレスフォード

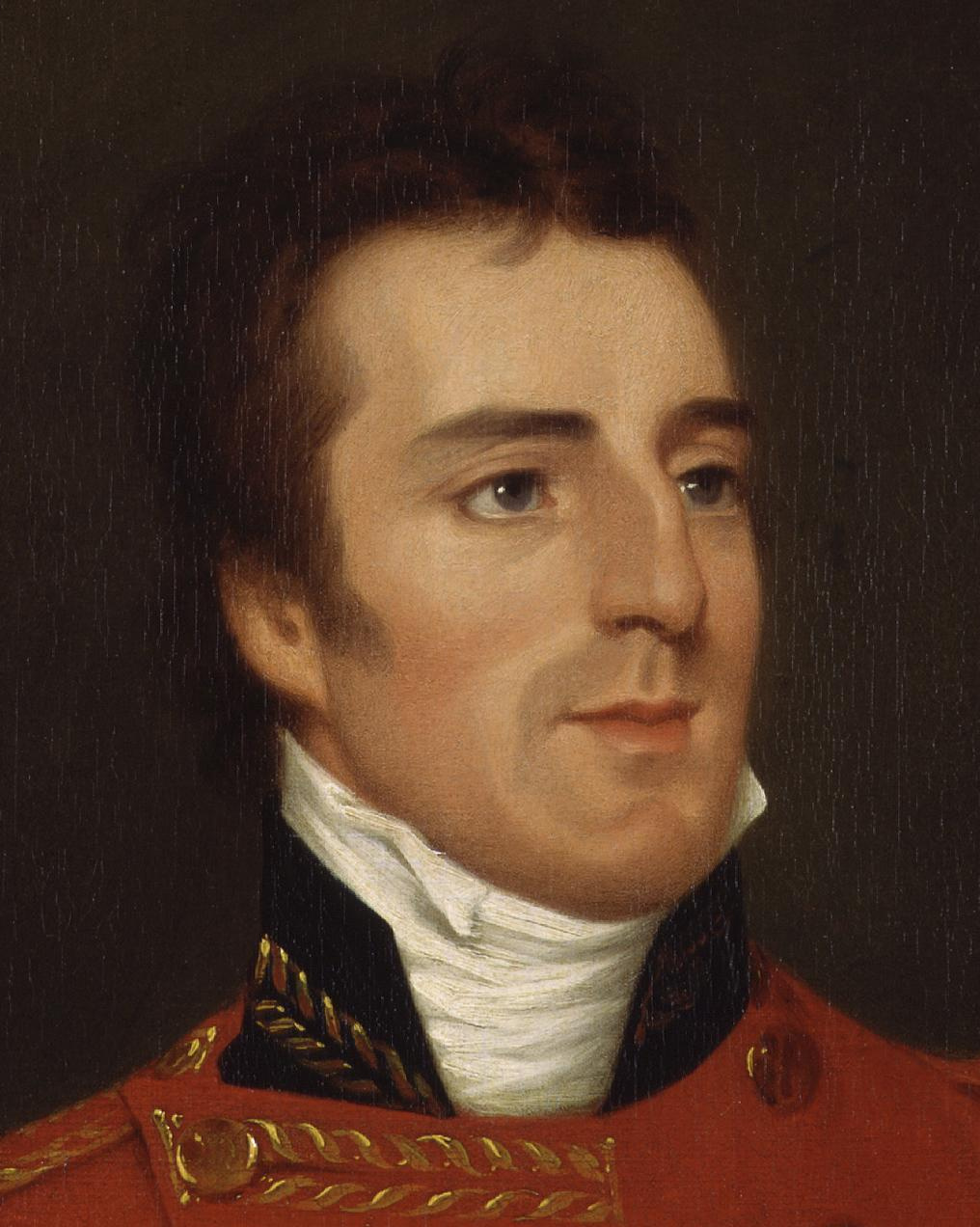
「バネ足ジャック」の警衛にあたった初代ウェリントン公爵アーサー・ウェルズリー

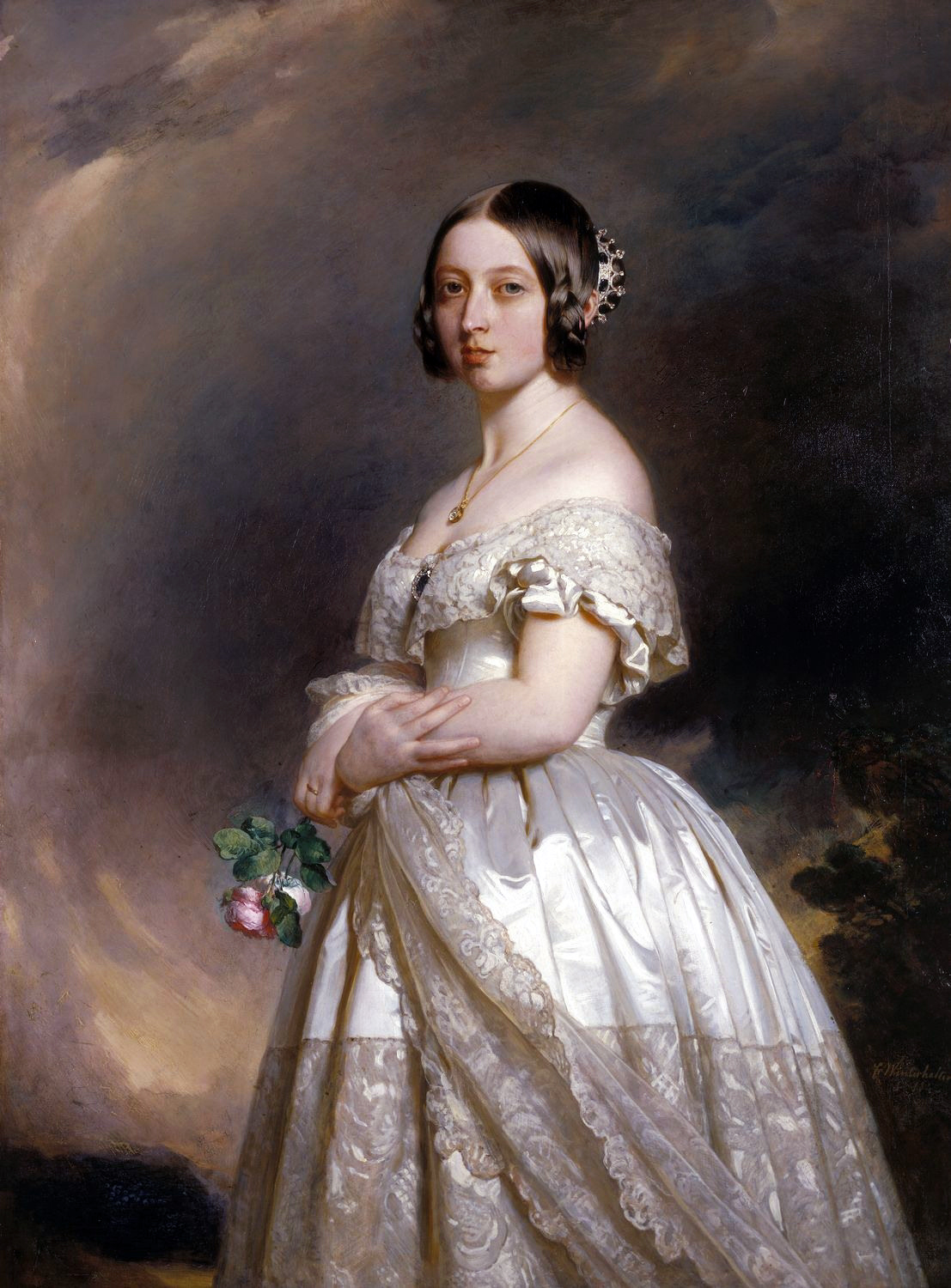
初代ウェリントン公爵アーサー・ウェルズリーに警衛を命じたイギリス女王ヴィクトリア

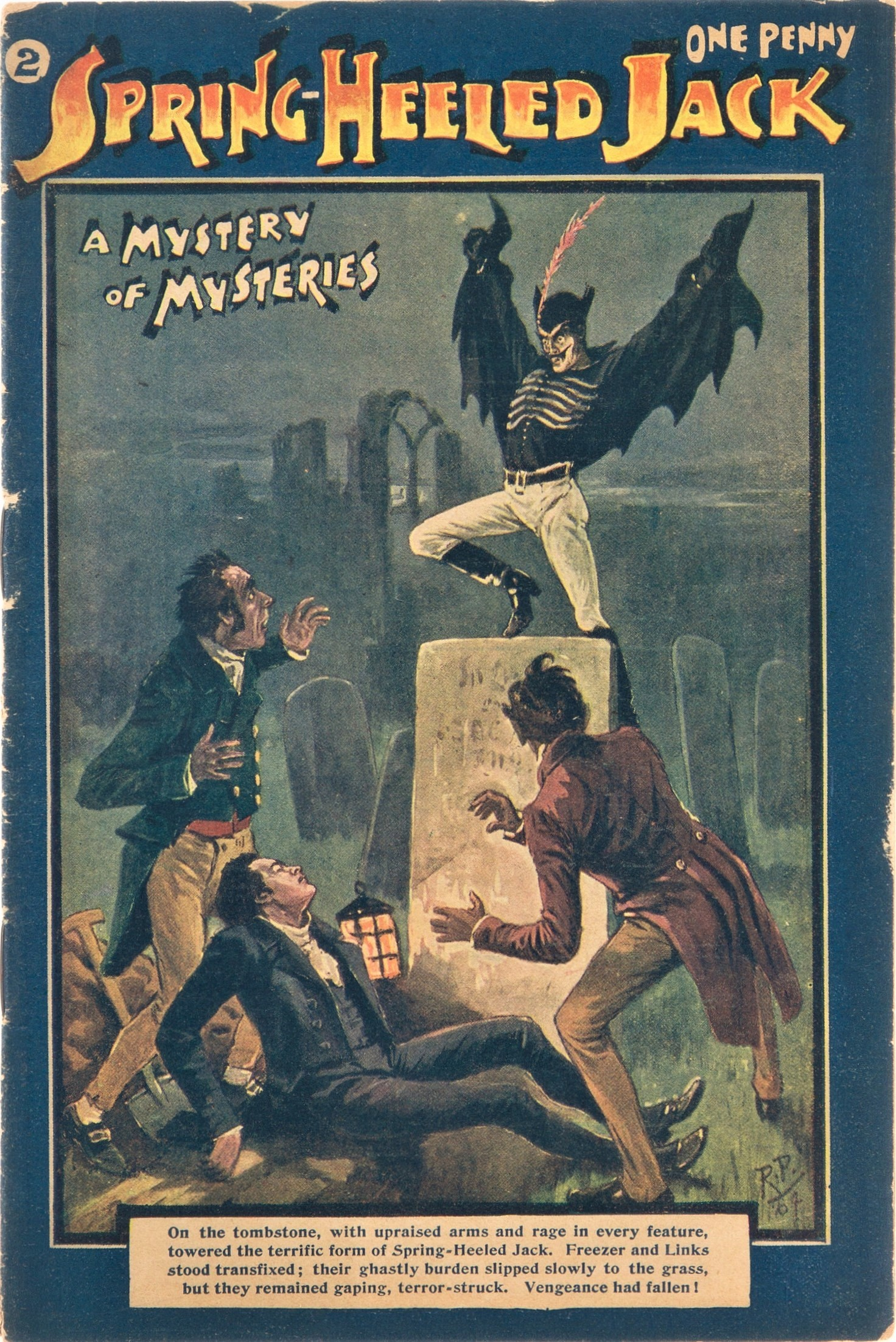
イギリスで「バネ足ジャック」騒動が発生した際に描かれた想像図

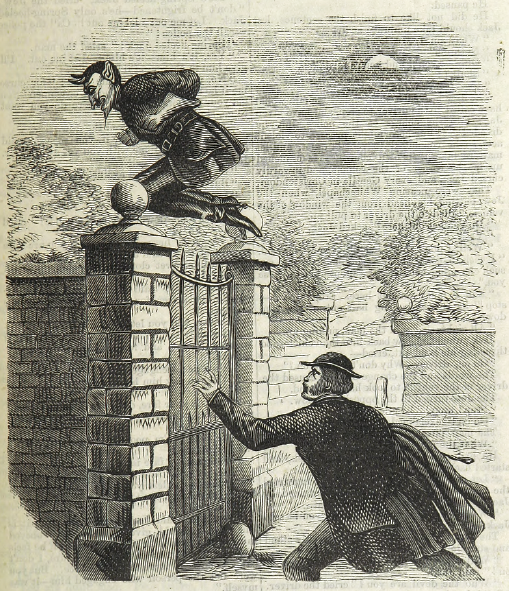
逃走する「バネ足ジャック」を描いた絵画。第1回にて、酷似した絵が新聞に掲載されている。

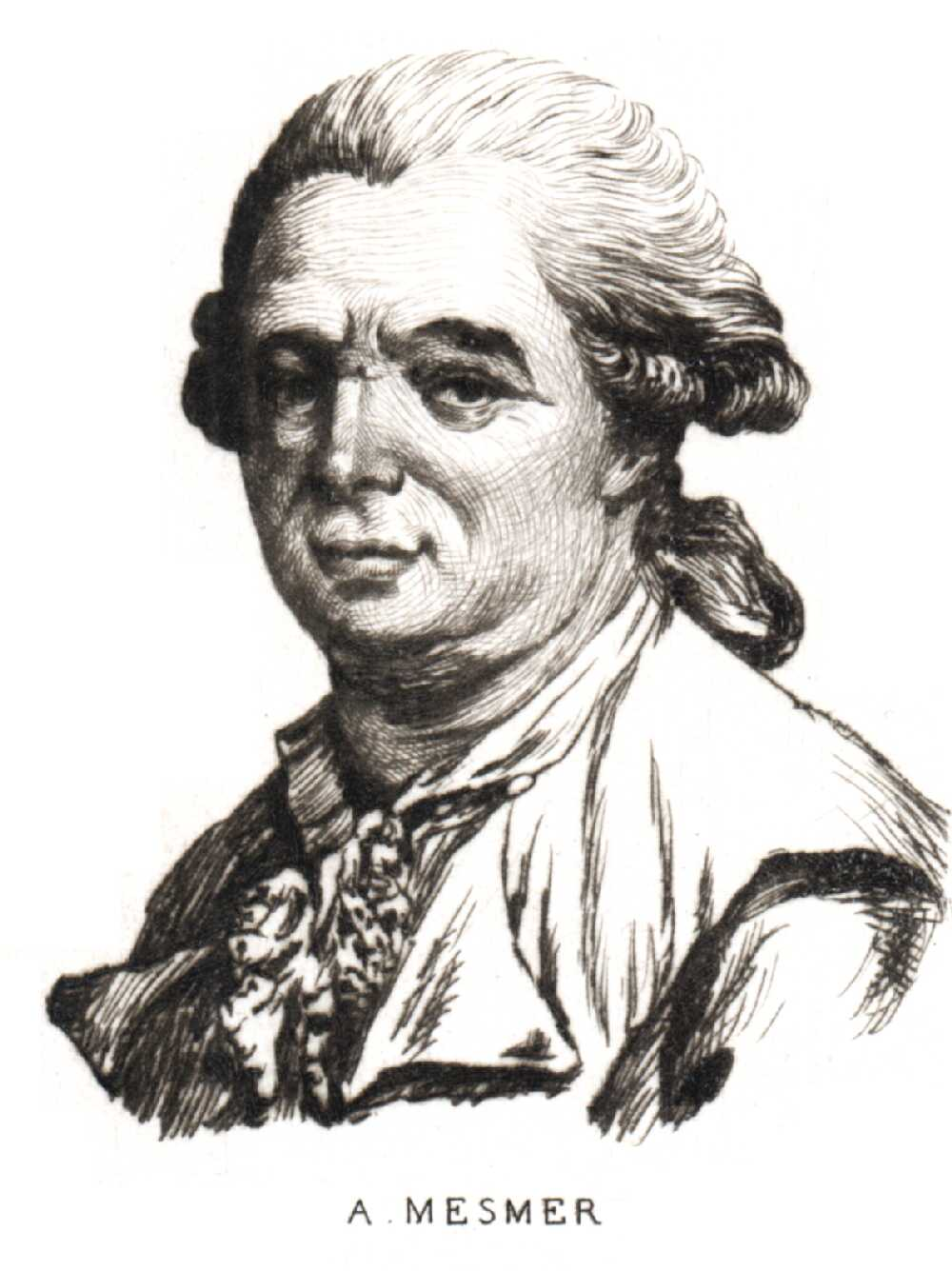
ウィリアムに催眠術を指導したフランツ・アントン・メスマー

ジェイムズ・ロッケンフィールド
ロンドン警視庁警部。3年前の「バネ足ジャック」事件では捜査主任を務め、ウォルターが犯人ではないかとを疑うが、逮捕には至らなかったため、3年ぶりに再来した「バネ足ジャック」の捜査に執念を燃やす。葉巻を愛用するヘビースモーカー。トレードマークの葉巻を左耳に挟む姿から、「スコットランドヤードの機関車男」との異名を持つ。
ウォルター・デ・ラ・ボア・ストレイド
侯爵。オックスフォード大学出身。アイルランドやイングランドに広大な領地を持ち、大きな館に居住している。幼くして愛情を注いでくれた母親が亡くなり、冷厳な父親、うわべだけの愛情を注ぐ継母、家庭教師、メイドに囲まれて育っていった。青年期からは社交界で活躍し、蒸気機関車同士を正面衝突させたり、パブで喧嘩や放火騒ぎを起こしたりと、放蕩の限りを尽くす。
ボーモンの作った装備で「バネ足ジャック」に扮し、人を驚かせる騒ぎを起こすが、マーガレットに自身を正面から見据えて諭されたことで放蕩の生活を改める。暴走するボーモンと戦ったのち、マーガレットとヘンリーの結婚祝いとして夫妻に屋敷を譲渡し、領地に帰る。ジェイムズを名乗って黒博物館を訪れたのはウォルターで、収蔵されていたバネ足を取り返していった。
フランシス・ボーモン
准男爵の長男。オックスフォード大学出身。「卿」と呼ばれているが爵位などは不明。「機械工学の天才」と謳われ、「バネ足ジャック」のバネ足も開発した。ハートフォードシャーにあるカントリーハウスに自身の研究室を構えている。研究室にはウォルターは招き入れるが、メイドには立ち入りを禁じている。眼鏡を愛用している。
ウォルターの放蕩ぶりに惚れ込んでおり、マーガレットによって大人しくなったウォルターに成り代わろうと新たな「バネ足ジャック」となる。ボーモンの装備は改良されており、ウォルターの旧型より高性能化している。人を脅かすことに留まらず殺人まで犯し、ウォルターを変えてしまったマーガレットを恨んで殺害しようとしたが、ウォルターと戦った末に列車に巻き込まれて死ぬ。
マーガレット・スケールズ
ストレイド家客間メイド。ツーティング・ベック・コモンの牧師の家に生まれるも、両親が病死、14歳のとき収容された救貧院で病に侵され、その後遺症で足が不自由となる。3年前、ウォルターが扮した「バネ足ジャック」に遭遇するが、臆せず平手打ちを喰らわせ、他者を脅かすのをやめるよう諭す。その後、偶然、ストレイド家に雑役メイドとして雇われる。ヘンリーと結婚する。
ヘンリー・シェルビー
弁護士。ウォルターの引き起こす騒動に伴いストレイド家に出入りするうちにマーガレットを見初める。ウォルターからも認められている優秀かつ誠実な男で、マーガレットとの結婚祝いに屋敷を譲られる。
ダニエル・カバナー
ロンドン警視庁巡査部長。3年ぶりに発生した「バネ足ジャック」事件では、上司のジェイムズとともに捜査に従事する。「バネ足ジャック」に遭遇したアーサーの身を案じ庇う。
ロンドン警視庁警視総監
3年前の「バネ足ジャック」事件の捜査では、貴族であるウォルターが有力被疑者と知り、ジェイムズに捜査中止を命じた。また、ジェイムズ、ダニエルにアーサーの身辺警護を命ずる。
アーサー・ウェルズリー
ウェリントン公爵。元首相。ワーテルローの戦いではイギリス陸軍、オランダ陸軍を指揮し、フランス皇帝ナポレオン1世率いるフランス陸軍を撃破した。その存在は民衆からも「イギリスの伝説」と称えられ、「国の重要人物」と見なされている。「バネ足ジャック」事件では、犯人を逮捕できないロンドン警視庁に業を煮やし、自ら乗馬姿で兵を率い、警衛に従事する。なお、警衛の際は兵士以外にも、拳銃を携帯したアーサー専属の護衛が侍っている。その老いた威容は、パブに屯する酔客にまで安心感を与えていた。ウォルターからの告発に基づき、ボーモンを逮捕するべく邸宅を包囲した。
ヴィクトリア
イギリス女王。22歳の若き君主だが、アーサーに「バネ足ジャック」への警衛を命じるなど、その手腕には民衆からも一目置かれている。
マーチ
ストレイド家の家政婦。主人であるウォルターの突飛な行動にはいちいち驚かず、若干諦めの色が見える。
ポリー・アダムズ
ホテル「グリーンマン・イン」ウェイトレス。1837年10月11日、17歳のポリーは、ホワイトフィールド・マウントにて「バネ足ジャック（ウォルター）」に遭遇し、両乳房を露出させられ、「バネ足ジャック」事件の最初の被害者となった。
メリー・スティーブンス
21歳の女性。親戚宅からの帰路、「バネ足ジャック（ボーモン）」により左肩から右脇腹を切り裂かれ殺害される。
ドーソン
トミー一家に所属するゴロツキ。売春婦にショバ代をせびっていたところをジェイムズに殴られる。

### マザア・グウス
ジュリエット
侯爵令嬢。オスカーとベアトリスの娘。ウォルターの姪。口癖は「あっ、きれた〜（呆れた）」。表面的には権威に対する意識が高いため、アーサーに階級の自覚を説くが、侯爵令嬢と知られて敬語を使われたときに、寂しげな表情を見せた。
ウィリアムによって催眠術を掛けられたため自ら服を脱ぎ、ウィリアムに裸体を写真に撮らせてしまう。そのため、ウィリアムに対する復讐と他の幼女の救出を企て、ウォルターの遺したトランクを探しにシェルビー家を訪れる。
アーサー・シェルビー
ヘンリーとマーガレットの息子。普段は気弱ないじめられっ子だが、科学を悪用する者には毅然とした態度をとる。科学に関する関心と知識は人一倍で、写真や催眠術の原理を諳んじることが出来る。
ジュリエットに対しては、当初はタメ口を利いていたが、侯爵令嬢と知ってからは敬語で話しかけるようになる。最終的には「お願い」されてタメ口に戻す。
ウィリアム・ホルム
大学教授。ウイーンにてフランツ・アントン・メスマーより催眠術の手ほどきを受ける。また、写真術も体得している。芸術的な写真を撮るとの触れ込みで貴族たちの子女の撮影を申し入れ、受諾した多数の幼女を自宅に招き、屋敷最上階のガラス張りのスタジオで撮影していた。しかし、自宅を訪れた幼女に対し催眠術を掛け幼女の衣服を脱がし、その裸体を写真に収めることを趣味としている。また、自宅の周りには用心棒代わりのならず者を多数配している。
オスカー・ピーポディ
ロンドンの侯爵。ジュリエットの父で、ベアトリスの夫。ジュリエット曰く「けっこう俗っぽくって『芸術』ってコトバに弱い」。また、娘の恩人ともいうべきアーサーに対しても、「シェルビー家」が聞いたことの無い家名ということで、通り一遍の礼しか述べなかった。
ベアトリス・デ・ラ・ボア・ストレイド
侯爵夫人。ウォルターの妹。ジュリエットの母で、オスカーの妻。夫同様に、アーサーには通り一遍の礼しか述べず、別れを惜しむジュリエットを「はしたない」と戒める。
スミス
シェルビー家園丁。アーサーらと親しげに会話をする。

### ゴースト アンド レディ
フロレンス・ナイチンゲール
裕福なジェントリ（地主貴族）のお嬢様。他人の「生霊」が見える。クリミア戦争での看護師活動の功績から、「クリミアの天使」と呼ばれるようになる。
かつて「神に仕えよ」という天啓を受けながらもなすべきことを見つけられずにいたが、下層農家の視察の際に看護師としての仕事に自身のなすべきことを見出す。しかしその理想を家族に理解されず、それに抗えない無力感から自身を傷つける「生霊」を宿す。クリスチャンのため自殺もできず、グレイに取り殺して欲しいと求め、殺してもらう約束を交わす。
グレイとの交流を経て、周囲が求める「いい子」としての自分ではなく自身の理想を貫くようになり、その「生霊」も変貌を遂げていく。
＜灰色の服の男＞（グレイ）
幽霊。ドルリー・レーン劇場に時々出現し、グレイが現れた興行は成功すると言われている。
生前は決闘代理人だった。劇場で出会ったフロレンスから自分を取り殺して欲しいと懇願され、彼女が絶望した時に殺してやる約束を交わす。フロレンスに出会うまでは自分が死んだ時の事を忘れていたが…。
シュヴァリエ・デオン
幽霊。グレイと同じく生前は決闘士だった。
とある理由でグレイと戦うが…。
マイク＝ロフト
最終話に登場。『エンバーミング』の長期連載が終了した事や、同時期を舞台にしていたことからゲスト出演した。
なお、元の漫画での正体はマイクロフト・ホームズ。

### 三日月よ、怪物と踊れ
メアリー・ウルストンクラフト・シェリー
実在の小説家。黒博物館に証拠品である「片方の赤い靴」を閲覧に訪れた本編の語り手。
本編では24年前に書いた『フランケンシュタイン』のヒットで文筆家として身を立て、女手一つで息子パーシーを育てている。ダンヴァーズから〈怪物〉の教育係を依頼され、息子の学費のために引き受けることを決意。〈怪物〉を「エルシィ」と名付け、フィールド・プレイス屋敷のメイドとして働けるように手配し、舞踏会出席のためのマナーやダンスなども指導する。
夫や子供たちの「死」と引き換えに生き永らえていることに強い罪悪感があり、自らの中にも〈怪物〉が棲んでいると感じている。エルシィに対しても当初はその得体の知れなさを恐れていたが、エルシィと共に様々な経験を重ね、大切に思うようになっていく。
エルシィ
暗殺者の体に村娘の頭を繋げて蘇らせられた〈怪物〉。外見は長い髪の長身女性だが、三白眼の両目の下に大きな傷が走る奇怪な容貌に加えて、首から下の全身には包帯が巻かれ、両足に靴ひもをゆるめた赤い靴を履いている。メアリーのとっさの機転で、怪物役を演じる舞台女優の役作りの名目で、屋敷のメイドとして働くことになる。
以前の記憶はほぼ失われ、普段の言動は田舎娘そのもの。だが体は暗殺者として身につけた剣技を覚えており、驚異的な身体能力で舞うように回転しながら闘う。エルシィ（LC、Little Childの略）の名前とメイドの仕事を与えてくれたメアリーを「奥サマ」と慕い、数々の危機を救う。
ディッペルは死体を蘇らせた〈怪物〉だと言ったが、ダンヴァーズが戦った女暗殺者〈諦め〉は瀕死の状態で生きており、ディッペルに治療と記憶を書き換える催眠を施され、暗殺者としての記憶を失った〈怪物〉となった。顔は損傷していなかったが、ディッペルによりわざと傷を付けられた。
アレックス・ダンヴァーズ
近衛歩兵第一連隊の大尉で隊長。本編開始の11ヵ月前、ドーヴァーで「7人の姉妹」と交戦し、隊員のほぼ半数を失って逃亡を許しながらも、「姉妹」の一人〈諦め〉を捨て身で討ち取る。
ディッペルがその死体を蘇らせたことを知り、「7人の姉妹」からヴィクトリア女王を守るために舞踏会に出席させることを思いつく。〈怪物〉を恐れずに教育できる女性として、かつて怪物が登場する小説を執筆したメアリーに白羽の矢を立てる。
コンラッド・ディッペル
死体蘇生の研究をしている博士。ドーヴァー近郊の居城に住む地方領主でもある。
長い年月、死体蘇生のための研究を続けてきたと語り、引き取った〈諦め〉の死体を頭部を事故で死んだ村娘のものとすげ替えて、〈怪物〉として蘇らせたことをダンヴァーズに報告する。
フィールド・プレイス屋敷にもエルシィの体のメンテナンスのために滞在するが、やがてメアリーはエルシィに関する彼の説明に疑惑を抱くようになる。実際は〈怪物〉の蘇生は嘘で、ダンヴァーズとの戦いで瀕死になった〈諦め〉を治療し、催眠術で過去の記憶を封じ〈怪物〉という暗示を与えた。
「姉妹」たちとの戦いで再び瀕死となったエルシィを、当時の医療を遥かに超えた技術で治療した。黒博物館を訪れたメアリーから「出来もしない嘘を吐くよりも、そっちを発表すれば良かったのに」と愚痴られている。
ティモシー・シェリー
メアリーの亡き夫、パーシー・ビッシュの実父。メアリーとは義父と義娘の関係にあたる。フィールド・プレイス屋敷の主人で准男爵の爵位を持つ。
メアリーとエルシィの滞在を認めたものの、息子と駆け落ちしたメアリーには良い感情を持っておらず、寄宿学校の視察に向かわせるなど試練を課す。
最近の軟弱な若者を嫌っているが、エルシィとパーシーに危機を救われた後、パーシーの事を気に入っている素振りがある。
パーシー・フローレンス・シェリー
メアリーの息子。大柄な体格で、ケンブリッジ大学でボート部のエースを務める。
パーシー以外の子供たちを失いながらも自分を育ててくれた母に恩義を感じ、誰よりもメアリーを大切にする好青年。「スプリンガルド」のウォルターとも交友を持つ。
メアリーを訪ねてフィールド・プレイス屋敷を訪れる。ハイウェイマン（追い剥ぎ）に襲撃されていたメアリーとティモシーを、エルシィと協力して救う。
エイダ・ラヴレス
実在の数学者。オーガスタ伯爵夫人で、『フランケンシュタイン』誕生にも関わった詩人バイロン卿の実娘。
友人であるメアリーの依頼でフィールド・プレイス屋敷を訪れ、ダッジモント家の舞踏会に出席するエルシィにアドバイスする。舞踏会にも臨席するが、〈渇き〉にメアリーと間違われたことをきっかけに、エルシィの秘密を知ることになる。
「7人の姉妹」
コサックの本営・ノボチェルカッスクから来た、女性による暗殺者集団。その名の通り、暗殺実行部隊には7人の精鋭が選ばれる。
上流階級の標的が参加する舞踏会に踊り手として紛れ込んで周囲を取り囲み、〈月動〉（ペグーシャヤ・ルナー）と呼ばれる回転剣術で斬り殺す手口を使う。ドーヴァーにも〈諦め〉以下の7人が上陸した。
〈諦め〉（アトカース）
ドーヴァーに上陸した「姉妹」の中でもリーダー格だった暗殺者。
ダンヴァーズの捨て身の攻撃により崖下の海上に転落する。
〈渇き〉（ジャージダ）
〈諦め〉の欠員によって本国から補充要員として招集された「姉妹」の一人。
本隊とは別行動をとり、独自の調査で女暗殺者の死体から蘇ったというエルシィの情報を掴む。
〈悲哀〉（ピェチャーリ）
〈陰気〉（ムラーチノスチ）
〈冷血〉（ジェストーコスチ）
〈憂鬱〉（ムラーチノエ）
〈執着〉（プリストラースチエ）
〈嘆き〉（グリーフ）
ドーヴァーに上陸した残り6人の「姉妹」たち。〈諦め〉の脱落後もヴィクトリア女王の命を狙う。
〈父〉（アチェッツ）
「姉妹」たちに同行し、統率役を務める男性。
「姉妹」たちがエルシィに敗れ、離脱しようとしたところを待機していたパーシーに取り押さえられる。

## 書誌情報
- 藤田和日郎『黒博物館 スプリンガルド』講談社〈モーニングKC〉、2007年9月21日発売[8]、ISBN 978-4-06-372630-5
- 藤田和日郎『黒博物館 ゴースト アンド レディ』講談社〈モーニングKC〉、全2巻
  1. 上巻 2015年7月23日発売[9][10]、ISBN 978-4-06-388477-7
  2. 下巻 2015年7月23日発売[9][11]、ISBN 978-4-06-388478-4
- 藤田和日郎『黒博物館 三日月よ、怪物と踊れ』講談社〈モーニングKC〉、全6巻
  1. 2022年7月22日発売[12][13]、ISBN 978-4-06-528312-7
  2. 2022年11月22日発売[14]、ISBN 978-4-06-529660-8
  3. 2023年3月23日発売[15]、ISBN 978-4-06-530894-3
  4. 2023年6月22日発売[16]、ISBN 978-4-06-532016-7
  5. 2023年9月22日発売[17]、ISBN 978-4-06-532866-8
  6. 2023年10月23日発売[18]、ISBN 978-4-06-533343-3

## 舞台
2024年に劇団四季によりミュージカル化され、同年5月からJR東日本四季劇場［秋］で上演が始まった。

## 関連文献
- マザー・グース第1巻（谷川俊太郎訳、講談社、1981年）ISBN 4-06-133148-5 - 本作にて引用されている。
- マザー・グース第2巻（谷川俊太郎訳、講談社、1981年）ISBN 4-06-133149-3 - 本作にて引用されている。
- ロンドンの怪奇伝説（仁賀克雄著、メディアファクトリーダヴィンチ編集部、2002年）ISBN 9784840106467 - 藤田は同書を読み本作の執筆を思い立った[19]。